# 贝尔纳克德巴
贝尔纳克德巴（法語：Bernac-Debat）是法国上比利牛斯省的一个市镇，位于该省中部略偏西北，属于塔布区。该市镇总面积3.9平方公里，2009年时的人口为647人。

## 人口
贝尔纳克德巴人口变化图示